# Jean Behra
Jean Marie Behra (Nica, Francuska, 16. veljače, 1921. – Berlin, Njemačka, 1. kolovoza 1959.) je bivši francuski vozač automobilističkih utrka.

## Karijera
Behra je karijeru započeo 1938. u motociklizmu. Uspješna karijera okončana je naslovima od 1948. do 1951.
U međuvremenu, Behra se odlučio okušati i u automobilizmu. Tako je njegova prva utrka na četiri kotača bila ona u Mont Ventouxu 1949. s Maseratijem. Sljedeće godine prvi put nastupa na utrci 24 sata Le Mansa, no utrku ne uspijeva završiti.

### Gordini
U Formuli 1 debitirao je 1952. za francusku momčad Gordini na Velikoj nagradi Švicarske u Bremgartenu, gdje je osvojio 3. Mjesto. U Gordiniju je proveo tri sezone. Ostvario je četiri pobjede u utrkama koje se nisu bodovale za prvenstvo, među kojima je najznačanija Pau Grand Prix 1954. U istom razdoblju, još se četiri puta utrkivao na 24 sata Le Mansa s Godrinijem, no nijednom nije završio utrku.

### Maserati
Sljedeće 1955. prelazi u Maserati. U Monaku osvaja treće mjesto što mu je najbolji rezultati te sezone. Pobjeđuje na šest utrka te godine u raznim kategorijama, od kojih dvije ostvaruje u utrkama Formule 1 koje nisu bile bodovane za prvenstvo. Na utrci Tourist Trophy na Dundrodu doživljava nesreću zbog koje ostaje bez uha.
Nemili incident nije spriječio Jeana da nastavi utrkivanje. Naprotiv, sezona 1956., njegova je najbolja sezona u Formuli 1. Od šest utrka koliko ih je završio te sezone, na njih pet se penjao na postolje, a najbolji rezultat mu je drugo mjesto na Velikoj nagradi Argentine. U prvom dijelu sezone, bio je vodeći vozač u ukupnom poretku, a u nastavku sezone vodio je borbu za naslov prvaka s Juanom Manuelom Fangiom, Peterom Collinsom i Stirlingom Mossom. Nakon što je odustao na posljednjoj utrci u Monzi, Behra je sezonu završio na četvrtom mjestu s 22 osvojena boda. Iste godine pobjeđuje na utrkama 1000 kilometara Pariza i 1000 kilometara Nürburgringa.
Sljedeća sezona nije bila uspješna. Sa samo jednim postoljem na prvoj utrci u Argentini, Behra je sezonu završio na 11. mjesto sa 6 osvojenih bodova. Momčadi Maserati to je bila posljednja sezona u Formuli 1, pa je Behra bio primoran naći drugu momčad.

### BRM
U sezoni 1958. prvu utrku je odvozio za privatnu momčad Kena Kavanagha u Maseratijevom bolidu i osvojio 5. mjesto. Nakon toga ostatak sezone provodi u BRM-u. Od devet utrka, samo dvije je završio; 3. mjesto na VN Nizozemske i 4. mjesto na VN Portugala. Iste godine pobjeđuje na utrkama 3 sata Rounena, Grosser Preis von Berlin na AVUS-u i utrci na Nürburgringu.

## Rezultati u Formuli 1
| Sezona | Momčad                                | Šasija                             | Motor                              | Utrke | Pobjede | Podiji | Bodovi | Plasman |
| ------ | ------------------------------------- | ---------------------------------- | ---------------------------------- | ----- | ------- | ------ | ------ | ------- |
| 1952.  | Equipe Gordini                        | Gordini Type 16                    | Gordini Straight-6                 | 6     | 0       | 1      | 6      | 11.     |
| 1953.  | Equipe Gordini                        | Gordini Type 16                    | Gordini Straight-6                 | 6     | 0       | 0      | 0      | -       |
| 1954.  | Equipe Gordini                        | Gordini Type 16                    | Gordini Straight-6                 | 8     | 0       | 0      | 0,14   | 26.     |
| 1955.  | Officine Alfieri Maserati             | Maserati 250F                      | Maserati Straight-6                | 6     | 0       | 1      | 6      | 9.      |
| 1956.  | Officine Alfieri Maserati             | Maserati 250F                      | Maserati Straight-6                | 7     | 0       | 5      | 22     | 4.      |
| 1957.  | Officine Alfieri Maserati             | Maserati 250F                      | Maserati Straight-6 Maserati V12   | 6     | 0       | 1      | 6      | 11.     |
| 1958.  | Ken Kavanagh Owen Racing Organisation | Maserati 250F BRM P25              | Maserati Straight-6 BRM Straight-4 | 10    | 0       | 1      | 9      | 11.     |
| 1959.  | Scuderia Ferrari Jean Behra           | Ferrari Dino 246 Behra-Porsche RSK | Ferrari V6 Porsche Flat-4          | 4 (3) | 0       | 0      | 2      | 18.     |

## Pobjede
| Utrke Formule 1 koje se nisu bodovale za prvenstvo 1952. - IV Aix les Bains Circuit du Lac - XVI Grand Prix de la Marne 1954. - XV Pau Grand Prix - V Circuit de Cadours 1955. - XVI Pau Grand Prix - IV Grand Prix de Bordeaux 1957. - XVII Pau Grand Prix - V Grand Prix de Caen - IX BRDC International Trophy - V Gran Premio di Modena - VI Grand Prix de Maroc 1959. - XIV BARC Aintree 200 | Ostale utrke 1954. - Coupes du Salon (Sports) 1955. - GP Bari (S+2.0) - Supercortemaggiore - 6° Circuito Internacional do Porto - ADAC 500 km Nürburgring 1956. - ADAC 1000 km Nürburgring - 1000 km de Paris - GP Bari (S2.0) - GP Roma (S2.0/GT+2.0) 1957. - Sebring 12 Hours - GP Sverige 1958. - 3 h Rounen - Rheinland Nürburgring - Grosser Preis von Berlin - IV Grande Premio de Venezuela |

## Vanjske poveznice
- Behra na racing-reference.info
- Jean Behra na Racing Sports Cars